# Libanza
Libanza, è una divinità della mitologia delle popolazioni upoto del Congo.

## Nel mito
Abitava nel cielo orientale, vicino a sua sorella Ntsongo che viveva in quello occidentale e si divertiva a viaggiare nel mondo per combattere, uccidere e talvolta resuscitare inviando una nave (la luna) a prendere le anime dei defunti per portali nel mondo dei morti, in cielo. Alla sua morte il cielo stessò crollerà distruggendo il mondo in quanto è lui a sorreggerlo.